# Военные сберегательные марки США

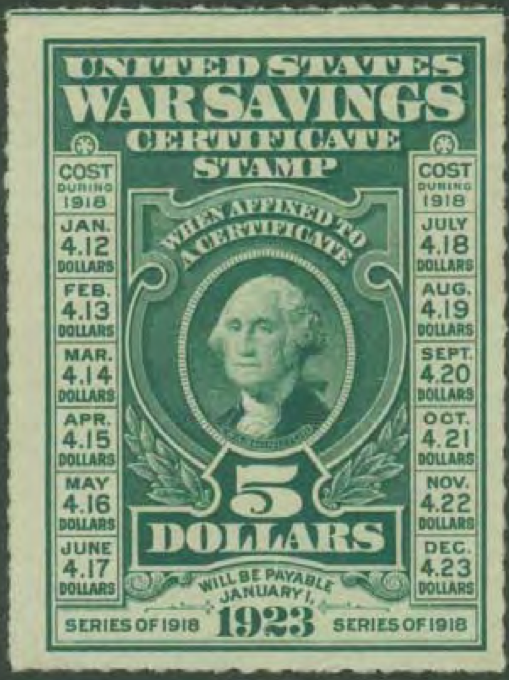
5-долларовая марка военного сберегательного сертификата, впервые выпущенная в конце 1917 года..

Военные сберегательные марки были выпущены Министерством финансов США для финансирования участия страны в Первой и Второй мировых войнах. Хотя эти марки отличались от почтовых сберегательных марок Почтового департамента США, они сыграли важную роль в продвижении и распространении военных сберегательных марок. В отличие от облигаций свободы, которые приобретались в основном финансовыми учреждениями, военные сберегательные марки предназначались главным образом для простых граждан. Во время Первой мировой войны 25-центовые сберегательные марки предлагались для дальнейшего накопления и обмена на стандартную 5-долларовую марку сертификата военных сбережений. Когда казначейство начало выпуск военных сберегательных марок во время Второй мировой войны, самым низким номиналом была марка в 10 центов, коллекции военных сберегательных марок можно было обменять на казначейские сертификаты или военные облигации.

## Первая мировая война
Министерство финансов США выпустило свои первые сберегательные марки в конце 1917 года, чтобы помочь оплатить расходы, понесенные в связи с участием в Первой мировой войне. Предполагаемая стоимость Первой мировой войны для страны составляла примерно 32 млрд долл., к концу войны правительство выпустило в общей сложности долговых обязательств на 26,4 млрд. Хотя национальная кампании были направлены на продажу военных сберегательных марок суммой в 2 млрд долл., в конечном итоге продажи дали 0,93 млрд. Несмотря на низкую долю общего долга, купленного в виде военных сберегательных марок, они представляли собой реальные дополнительные сбережения, в то время как другие выпуски уже были, по крайней мере, частично монетизированы. Кроме того, лидеры правительства и общества использовали программу военных сберегательных марок как средство обучения общества важности экономии и бережливости.

### Марки военных сберегательных сертификатов
Основной выпущенной процентной маркой была марка «Сертификат военных сбережений», которая стоила 5 долл. при погашении 1 января 1923 г. покупателем, и могла быть выкуплена лишь им одним. В период с 3 декабря 1917 г. по 31 января 1918 г. каждую марку можно было купить за 4,12 доллара. Если бы они были куплены 2 января 1918 г., доход от инвестиций составил бы 4% с ежеквартальным начислением сложных процентов. Цена марки увеличивалась на 1 цент за каждый месяц после января 1918 г., пока продажи не закончились в декабре 1918 г. Владельцы этих марок также могли обменять их на наличные до даты погашения и получить уплаченную сумму плюс 1 цент за каждый месяц после даты погашения. В последующие годы казначейство выпустило новую серию марок военных сберегательных сертификатов с той же процентной ставкой и сроком до погашения. Последняя серия марок военных сберегательных сертификатов была выпущена 21 декабря 1920 г. со сроком погашения 1 января 1926 г.

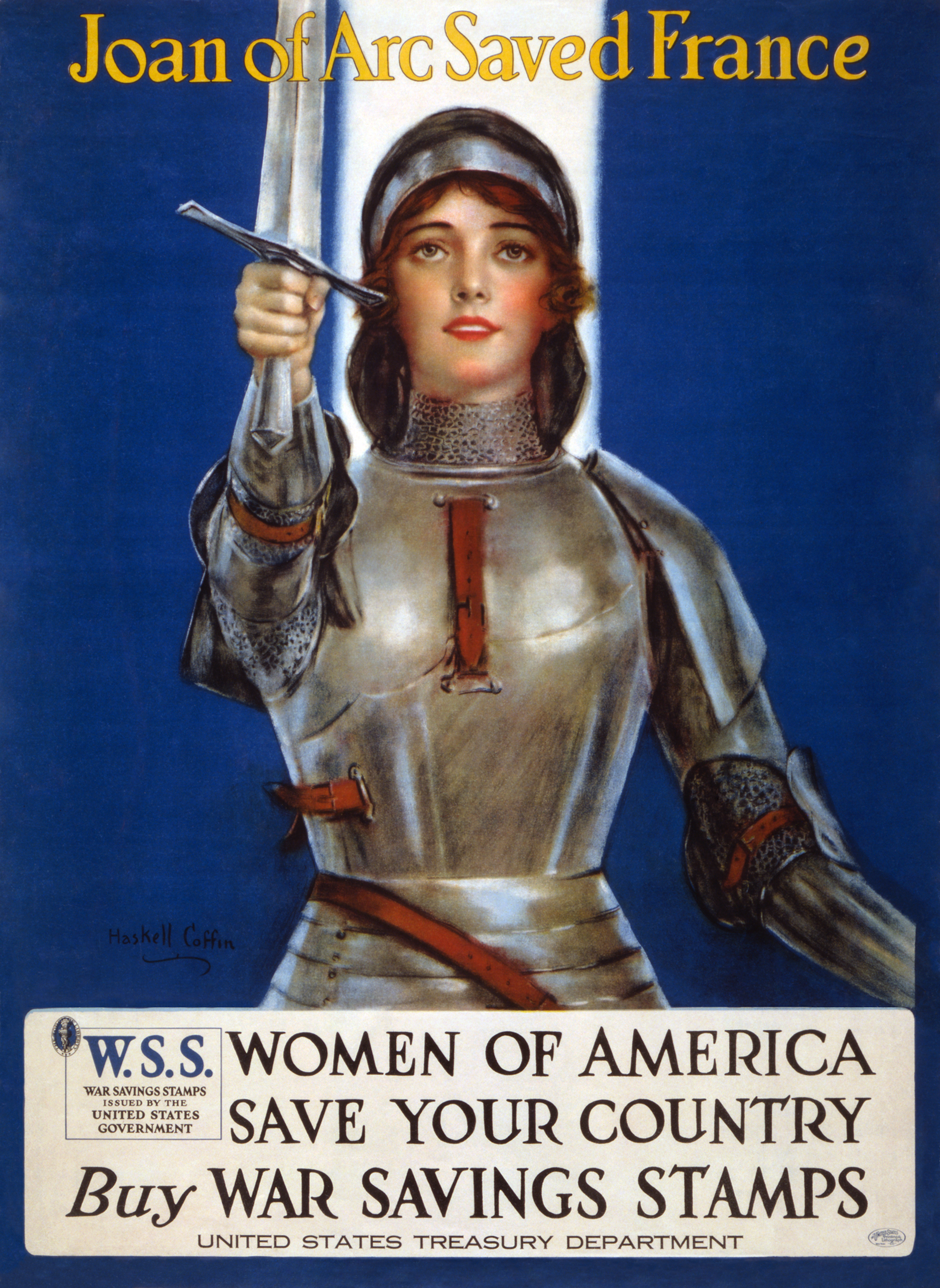
Рекламный плакат военных сберегательных марок, 1918 год.

### Сберегательные марки
Наряду с марками «Сертификата военных сбережений», казначейство также выпустило набор 25-центовых сберегательных марок для их последующего обмена на 1-долларовые. Казначейство предоставило карты Thrift, на которые можно было наклеить в общей сложности 16 марок. Полная карта стоила 4 долл. и могла быть объединена с соответствующим количеством центов для покупки штампа Сертификата военных сбережений.

### Продвижение
Продвижение марок военных сбережений проникло в американскую культуру во время Первой мировой войны. Министерство финансов учредило Организацию военных сбережений, чтобы координировать маркетинговые усилия по всей стране. Было выпущено множество плакатов, часто призывающих к патриотическому долгу покупать их для поддержки военных действий. Президент Вудро Вильсон призвал «каждого мужчину, женщину и ребёнка» делать сбережения на войну и объявил 28 июня 1918 года Национальным днем военных сбережений. Губернаторы, мэры и другие политические лидеры подали пример, купив военные сберегательные марки, и призвали своих избирателей делать то же самое. Организация Four Minute Men, уполномоченная президентом Вильсоном, также разработала для своих добровольцев серию набросков речей, связанных с марками военных сбережений.
Поддержка марок военных сбережений также поступала из различных неправительственных источников. Местные газеты часто дарили рекламу, чтобы информировать людей о том, как работают марки военных сбережений, и поощрять их покупку. Общества военных сбережений сформировались по всей стране, чтобы продвигать ценность бережливости и собирать средства на марки военных сбережений. Детей также привлекали к участию через школы, где они получили комплекты из сберегательных буклетов в пенни и никель, чтобы дети могли скопить на 25-центовую марку Thrift по несколько центов за раз.

## Вторая мировая война
Министерство финансов США начало выпускать серию марок военных сбережений в конце 1942 года. В отличие от сертификатов военных сбережений времен Первой мировой войны, эти марки не приносили процентов. Вместо этого их единственная цель состояла в том, чтобы облегчить сбережения для покупки военных облигаций серии E.

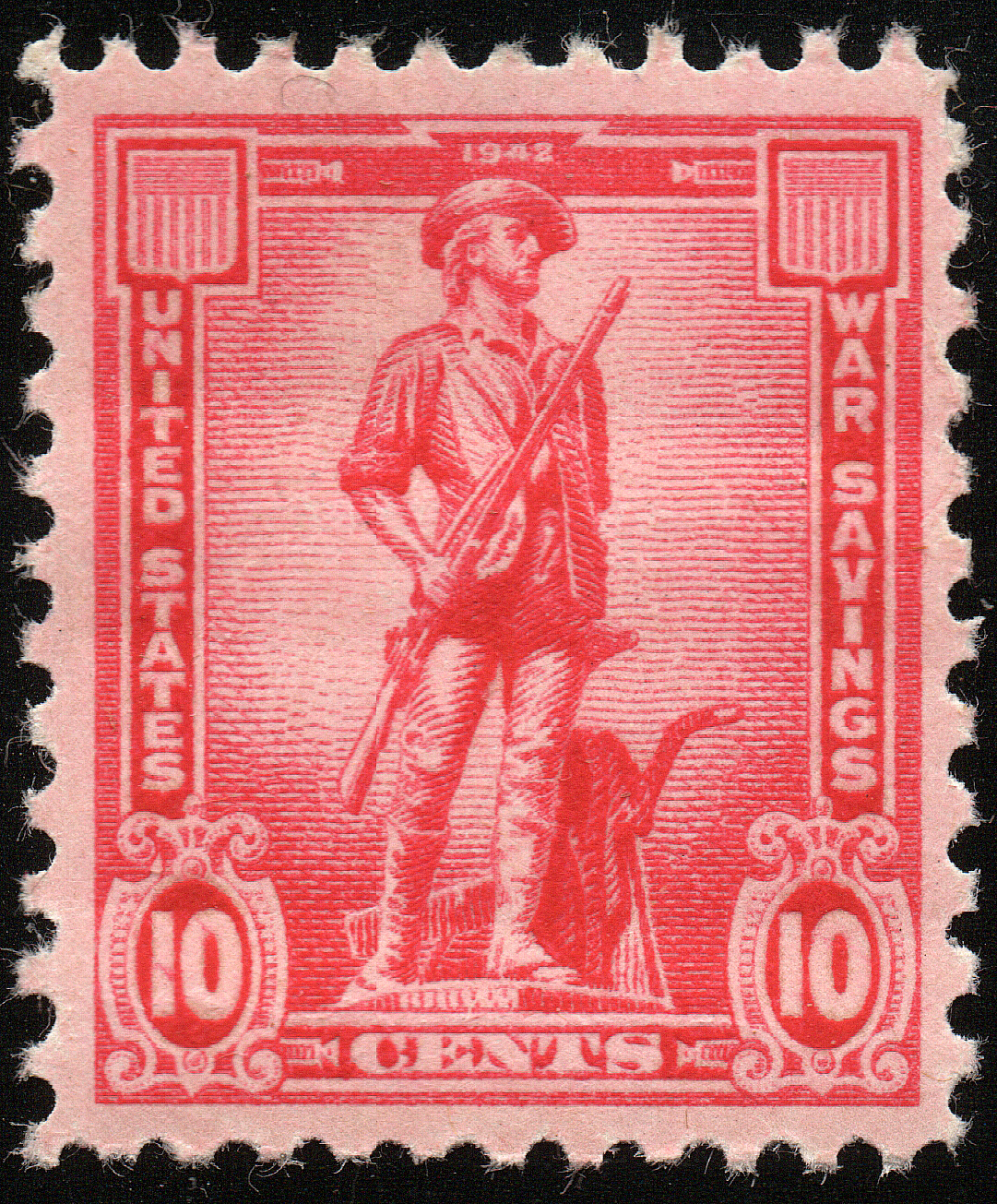
Военная сберегательная марка номиналом в 10 центов (1942 год).

### Марки с минитменом
Военные сберегательные марки, введенные во время Второй мировой войны, были выпущены в пяти различных номиналах: 10 центов, 25 центов, 50 центов, один доллар и пять долларов, на каждой из которых была изображена статуя Минитмена. Эти марки продавались по номинальной стоимости и не приносили процентов. Люди накапливали свои марки военных сбережений в различных коллекционных буклетах, предоставляемых при покупке марки. Заполненные коллекционные буклеты позже можно было использовать для покупки военных облигаций серии E. Например, полный буклет за 25 центов содержал 75 марок и стоил 18,75 доллара, что было начальной ценой военного бонда на 25 долларов. Таким образом, полный 25-центовый буклет можно было обменять на военную облигацию на 25 долларов со сроком погашения в десять лет.

### Продвижение
Продвижение военных сберегательных марок во время Второй мировой войны было тесно связано с продвижением военных облигаций серии E. Чтобы мобилизовать тыл для идеологической и финансовой поддержки военных действий, основное послание министерства финансов вращалось вокруг патриотизма. При поддержке рекламной индустрии, которая пожертвовала рекламу на сумму 250 млн долларов в течение первых трёх лет кампании, военные облигации и марки проникли в повседневную жизнь. Рекламные объявления появлялись в виде плакатов на троллейбусах, песен на радио и фильмов с участием голливудских звезд, таких как Фрэнк Синатра и Боб Хоуп. Используя концепцию сегментации рынка, были разработаны многочисленные кампании для различных групп населения, таких как женщины, иммигранты и дети. Казначейство разработало материалы для занятий, в которых подчеркивалось положительное влияние военных сберегательных марок на укрепление математических навыков.

## Аналоги
Во время Второй мировой войны Центральный комитет меннонитов предлагал красные марки гражданской государственной службы и синие марки помощи пострадавшим от войны по десять центов каждая чтобы помочь финансировать мирные программы и предложить альтернативу для детей из семей, которые не могли сознательно финансировать Красный Крест. У Братьев во Христе была аналогичная программа для своих членов.